# The Bicycle Thief (Modern Family)
The Bicycle Thief é o segundo episódio da primeira temporada da série Modern Family. O episódio estreou em setembro de 2009. O episódio foi exibido originalmente pela ABC no dia 30 de Setembro de 2009 nos EUA.

## Sinopse
Phil está determinado a ajudar Luke provar que ele é responsável o suficiente para ter uma bicicleta nova, mas os planos de Phil não saem como o planejado; Jay e Manny passam um tempo como pai e filho. Mitchell e Camerom Levam Lily para a creche pela primeira vez, mas estão se esforçando para causar uma primeira boa impressão.

## Crítica
Na sua transmissão original americana, o episódio foi visto por um número estimado de 9.993 milhões de pessoas. James Poniewozik da Time disse que "se os personagens são uma piada especial e também têm dimensões diferentes para cada um. Até agora, com o seu segundo episódio, Modern Family está cumprindo esse teste muito bem.". Jason Hughes do TV Squad deu ao episódio uma revisão positiva dizendo "Seu brilho em sua simplicidade, brilhantemente executada. Não só temos tantos momentos engraçados, mas se prestamos muita atenção, aprendemos várias lições sobre a vida e paternidade entre os risos.". Muitos dos críticos elogiaram Ty Burrell pelo seu desempenho como Phil Dunphy.